# Mustafa Dağıstanlı
Mustafa Dağıstanlı (Çarşamba, 3 novembre 1931 – Adalia, 18 settembre 2022) è stato un lottatore, politico e allenatore di lotta turco.

## Biografia
Ottenne i suoi migliori risultati nella lotta libera, vincendo medaglie d'oro ai Giochi olimpici estivi di Melbourne 1956 nella categoria dei pesi gallo e di Roma 1960 nella categoria dei pesi piuma, e ai Campionati del mondo del 1954, 1957 e 1959. Nella lotta greco-romana vinse una medaglia d'oro ai Giochi del Mediterraneo del 1955.
Dağıstanlı cominciò a praticare la lotta nel 1949 e nel 1958 divenne membro della squadra nazionale. Dopo il suo ritiro dalle competizioni, divenne allenatore e fece parte della Federation di lotta turca. 
Entrò in politica e prestò servizio tra il 1973 e il 1980 come Deputato della sua provincia natale, Samsun, per il Partito della Giustizia. Ha ricevuto la Medaglia al servizio d'onore dello Stato.
Negli ultimi anni di vita possedette una società di trasporti terrestri ad Ankara, che porta il nome della sua famiglia.
Nel 2009 è stato inserito nell'United Wrestling Hall of Fame.
È morto il 18 settembre 2022, all'età di 91 anni, ad Antalya.